# 12月30日
12月30日（じゅうにがつさんじゅうにち）は、グレゴリオ暦で年始から364日目（閏年では365日目）にあたり、年末まであと1日ある（小晦日）。

## できごと

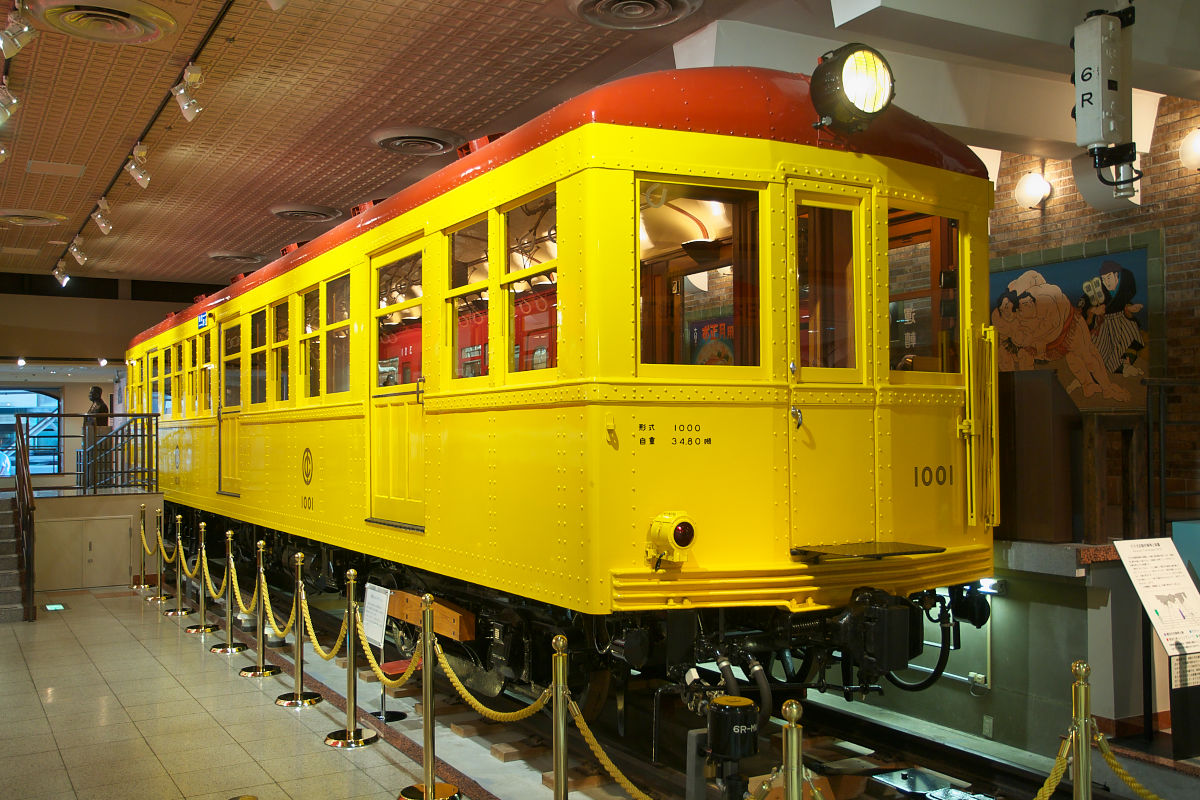
日本初の地下鉄開業(1927)。画像は地下鉄第一号車となる、東京地下鉄道1000形1001号車

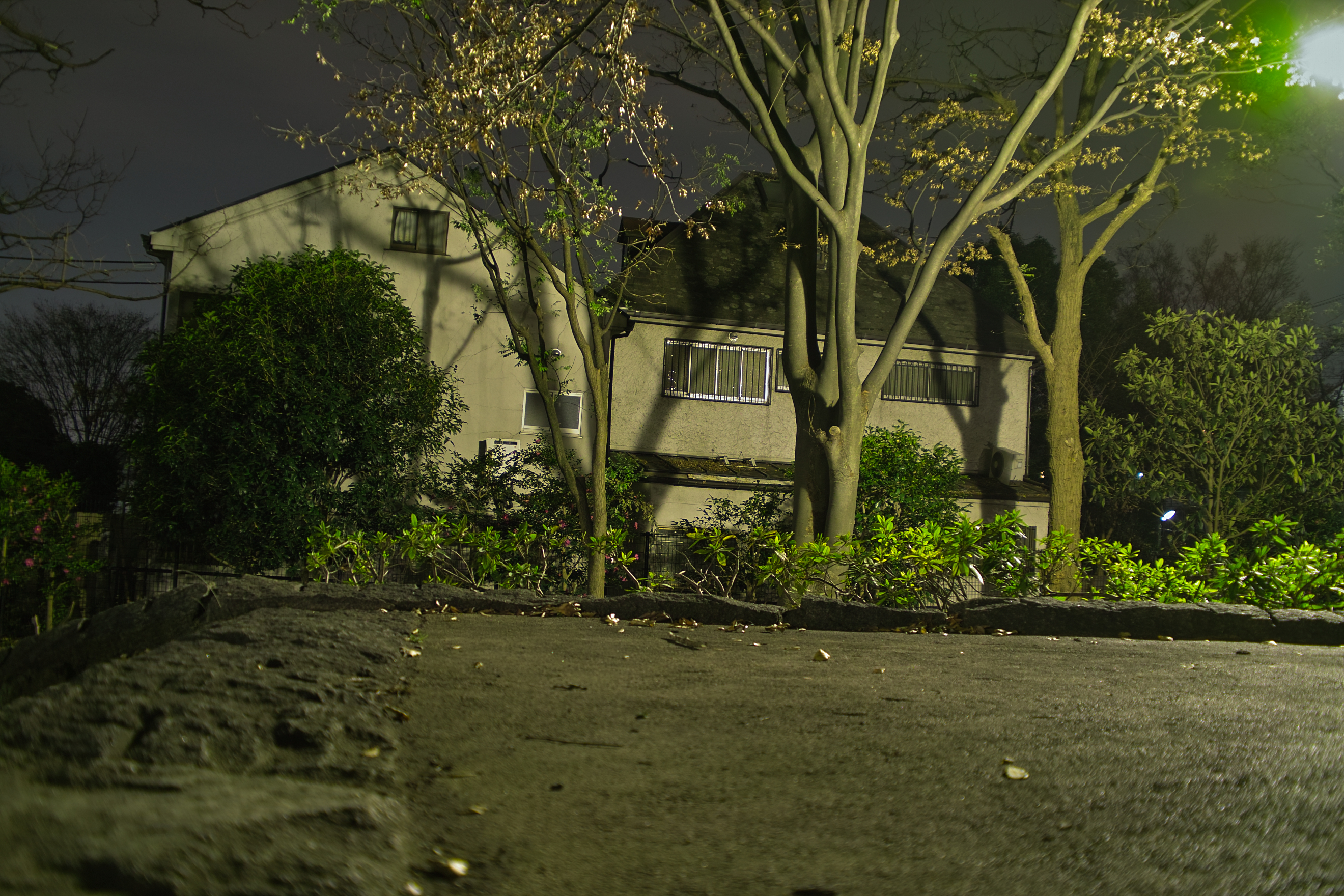
世田谷一家殺害事件(2000)
。事件現場となった住宅

- 1370年 - グレゴリウス11世がローマ教皇に即位。
- 1460年 - 薔薇戦争: ウェイクフィールドの戦い。ランカスター派勝利、ヨーク公リチャードとソールズベリー伯リチャード・ネヴィルが殺害される。
- 1853年 - アメリカ合衆国が現在のアリゾナ州南部およびニューメキシコ州にあたる地域をメキシコから購入することで両国が合意（ガズデン購入）。
- 1877年 - ヨハネス・ブラームスの『交響曲第2番』が初演。
- 1884年 - アントン・ブルックナーの『交響曲第7番』が初演。
- 1889年 - 日本で決闘罪ニ関スル件公布。
- 1896年 - フィリピンの独立運動家・ホセ・リサールが処刑される。
- 1901年 - 相馬愛蔵・黒光夫妻がパン屋・中村屋を創業。
- 1903年 - シカゴ・イロコイ劇場火災。避難時の混乱により死者602人・負傷者250人の大惨事となる。
- 1905年 - フランツ・レハールのオペレッタ『メリー・ウィドウ』が初演。
- 1906年 - 全インド・ムスリム連盟結成。
- 1914年 - 青函航路で鉄道車両の航送を開始。当初はハシケを用いた航送であった[1]。
- 1921年 - セルゲイ・プロコフィエフの歌劇『三つのオレンジへの恋』が初演。
- 1922年 - ソビエト社会主義共和国連邦が建国。
- 1924年 - エドウィン・ハッブルが系外銀河の発見を論文で発表。
- 1927年 - 東京地下鉄道・浅草駅 - 上野駅間（現在の東京メトロ銀座線）が開業。日本初の地下鉄。
- 1944年 - 日本海軍の潜水艦「伊号第四〇〇潜水艦」が竣工。
- 1946年 - 文部省（現・文部科学省）が「6・3・3・4制」の教育制度採用を発表。
- 1946年 - カリフォルニア州で円盤型UFOが目撃される[2]。
- 1947年 - ルーマニアで、王制を廃止し人民共和国を宣言。
- 1948年 - 熊本県人吉市で祈祷師夫婦が殺害される（免田事件）。
- 1948年 - コール・ポーターのミュージカル『キス・ミー・ケイト』が初演。
- 1949年 - インドが中華人民共和国を承認。
- 1965年 - フェルディナンド・マルコスがフィリピン大統領に就任。
- 1977年 - 連続殺人で逮捕され第2審の準備中のテッド・バンディが収監中の刑務所から逃亡。
- 1985年 - 東京都大田区でコンビニ強盗。犯人を追跡した大学生が刺殺される。
- 1988年 - 神戸市の太陽神戸銀行須磨支店前に停車していた現金輸送車が乗り逃げされ、3億2250万円が持ち去られる。7年後の1995年に公訴時効が成立。未解決事件となる。
- 1988年 - 長谷川峻法務大臣がリクルート事件に関連して、リクルートからの政治献金発覚をうけて辞任。わずか4日で辞任という戦後最短の閣僚となる。
- 1993年 - イスラエルとバチカンが国交樹立の合意書に調印。
- 2000年 - 世田谷一家殺害事件発生。
- 2000年 - 午前9時、平成12年台風23号 (Soulik) 発生。最も発生の遅い台風。
- 2006年 - サッダーム・フセイン元イラク共和国大統領の死刑執行。
- 2011年 - サモアとトケラウが標準時をUTC-11からUTC+13（夏時間はUTC-10 から UTC+14）に変更。2011年12月29日の翌日が同31日となる。
- 2013年 - コンゴ民主共和国のキンシャサの政府機関が攻撃を受ける。
- 2018年 - 環太平洋パートナーシップ協定 (TPP) が日本を含む6カ国で発動[3]。
- 2018年 - バングラデシュで総選挙。与党のアワミ連盟が小選挙区の300議席中、288議席以上を獲得し圧勝[4]。

## 誕生日

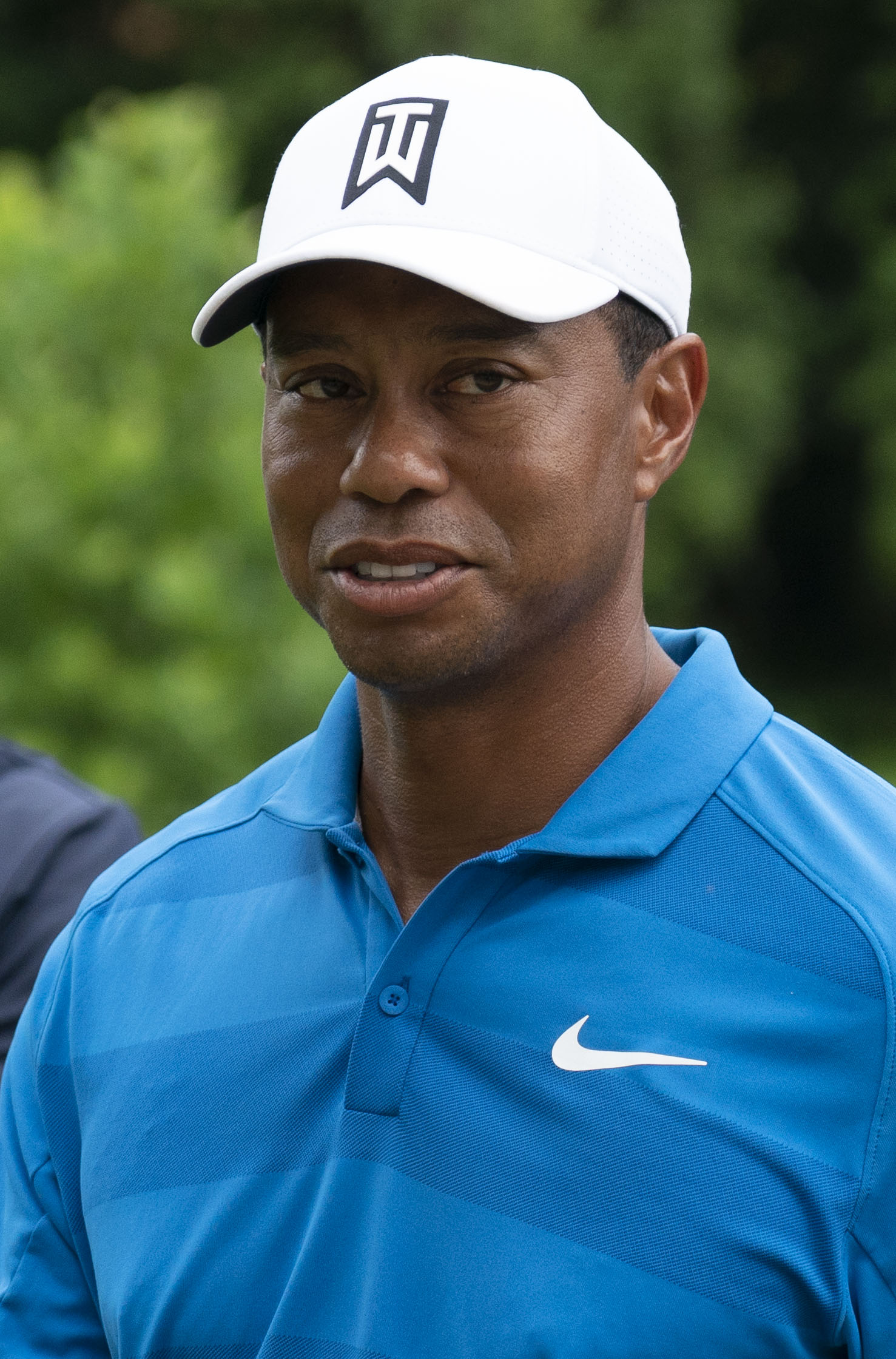
タイガー・ウッズ(1975-)誕生。

- 1744年（延享10年11月27日） - 森川俊孝、第7代生実藩主（+ 1788年）
- 1776年（安永5年11月20日） - 中川久持、第9代岡藩主（+ 1798年）
- 1810年（文化7年12月5日） - 内藤政優、第5代挙母藩主（+ 1851年）
- 1850年 - ジョン・ミルン、地震学者（+ 1913年）
- 1865年 - ラドヤード・キップリング、詩人（+ 1936年）
- 1869年（明治2年11月28日） - 大砲万右エ門、大相撲第18代横綱（+ 1918年）
- 1879年 - ラマナ・マハルシ、聖者（+ 1950年)
- 1880年 - アルフレート・アインシュタイン、音楽学者（+ 1952年）
- 1881年 - 小杉放庵、洋画家（+ 1964年）
- 1884年 - 東條英機[注 1]、政治家、第40代内閣総理大臣（+ 1948年）
- 1886年 - オースティン・オスマン・スパー、画家（+ 1956年）
- 1889年 - メーライ＝ホルヴァート・ジョーフィア、フィギュアスケート選手（+ 1977年）
- 1896年 - 大川博、実業家、映画製作者（+ 1971年）
- 1902年 - 加賀山之雄、第2代日本国有鉄道総裁（+ 1970年）
- 1903年 - 天知俊一、元野球選手・監督（+ 1976年）
- 1904年 - ドミトリー・カバレフスキー、作曲家（+ 1987年）
- 1905年 - 稲垣浩、映画監督（+ 1980年）
- 1905年 - ダニイル・ハルムス、詩人、作家（+ 1942年）
- 1906年 - キャロル・リード、映画監督（+ 1976年）
- 1918年 - ユージン・スミス、写真家（+ 1978年）
- 1919年 - 西村進一、元プロ野球選手（+ 2006年）
- 1922年 - ハリーナ・チェルニー＝ステファンスカ、ピアニスト（+ 2001年）
- 1927年 - ロベール・オッセン、俳優、映画監督 （+ 2020年）
- 1930年 - 開高健、小説家（+ 1989年）
- 1930年 - デュンダル・アリ・オスマン、トルコの帝位請求者、オスマン家第45代家長（+ 2021年）
- 1933年 - 伊藤芳明、元プロ野球選手
- 1934年 - ジョン・バーコール、天体物理学者（+ 2005年）
- 1934年 - デル・シャノン、ミュージシャン（+ 1990年）
- 1935年 - サンディー・コーファックス、元プロ野球選手
- 1937年 - ゴードン・バンクス、サッカー選手（+ 2019年）
- 1941年 - ブルーノ・パルマ、チェス選手
- 1942年 - マイク・ネスミス、ミュージシャン（元モンキーズ）（+ 2021年）
- 1944年 - 角淳一、アナウンサー、司会者 ※実際の出生日。戸籍上の生年月日は1945年1月1日
- 1945年 - デイビー・ジョーンズ、ミュージシャン（元モンキーズ）（+ 2012年）
- 1946年 - パティ・スミス、ミュージシャン
- 1947年 - ジェフ・リン、シンガー・ソング・ライター、音楽プロデューサー、マルチプレイヤー
- 1949年 - 木場勝己、俳優
- 1949年 - ウィリアム・フォーサイス、バレエダンサー、振付師
- 1949年 - 山本潤子、シンガーソングライター
- 1950年 - ビャーネ・ストロヴストルップ、コンピュータ科学者、C++の設計者
- 1956年 - 井上公造、元芸能リポーター
- 1957年 - 岡原正幸、社会学者
- 1957年 - タクマ、タレント
- 1958年 - 佐々木史朗、音楽プロデューサー
- 1959年 - 浜崎博嗣、アニメーション監督
- 1959年 - アントニオ・パッパーノ、指揮者
- 1960年 - 鶴田法男、映画監督
- 1960年 - セーラ・ロウエル、タレント、モデル（+2011年）
- 1961年 - ベン・ジョンソン、陸上選手
- 1962年 - 小川菜摘、タレント
- 1962年 - アレッサンドラ・ムッソリーニ、政治家
- 1962年 - 崎谷健次郎、ミュージシャン
- 1963年 - マイク・ポンペオ、第70代アメリカ合衆国国務長官
- 1964年 - SEELA、ミュージシャン
- 1967年 - フェルナンド・ダニエル・モネール、サッカー選手
- 1968年 - 坊西浩嗣、元プロ野球選手
- 1968年 - ギャルマト・ボグダン、東映アニメーションプロデューサー
- 1969年 - ジェイソン・ケイ、ミュージシャン（ジャミロクワイ）
- 1970年 - 坂本博之、プロボクサー
- 1970年 - 石井麻由子、アナウンサー
- 1970年 - 本田聖嗣、ピアニスト
- 1971年 - 元木大介、元プロ野球選手
- 1972年 - 小野礼子、フリーアナウンサー
- 1973年 - 平野貴大、俳優
- 1973年 - 行方尚史、将棋棋士
- 1974年 - 小松奈央、歌手（元BeForU）
- 1975年 - 椎名慶治、ミュージシャン
- 1975年 - タイガー・ウッズ、プロゴルファー
- 1975年 - 岩渕健輔、ラグビーユニオン選手
- 1975年 - 藤田憲右、お笑いタレント（トータルテンボス）
- 1975年 - Ryohei、ボーカリスト、音楽家
- 1976年 - A.J.ピアジンスキー、元プロ野球選手
- 1976年 - ブラッド・ボイルズ、元プロ野球選手
- 1977年 - 白倉麻、声優
- 1977年 - 戸田和幸、元サッカー選手
- 1979年 - ノブ、お笑い芸人（千鳥）
- 1980年 - 立花かおり、元グラビアアイドル
- 1981年 - 大友みなみ、モデル
- 1981年 - K.Will、歌手
- 1982年 - 藤森エレナ、元AV女優
- 1982年 - 荒井智之、ミュージシャン（sumika）
- 1982年 - 馬場ゆかり、プロゴルファー
- 1982年 - 岩井勇輝、元陸上競技選手、指導者
- 1984年 - レブロン・ジェームズ、バスケット選手
- 1985年 - ニーナ南、グラビアアイドル
- 1985年 - KenKen、ベーシスト（RIZEなど）
- 1985年 - 小島太一、元騎手、調教助手
- 1985年 - パヴク・ヴィクトーリア、フィギュアスケート選手
- 1986年 - エリー・ゴールディング、シンガーソングライター
- 1986年 - ラウール・レイエス、プロ野球選手
- 1987年 - ハン・ギウン、俳優
- 1987年 - 不可思議/wonderboy、シンガーソングライター、ポエトリーラッパー（+ 2011年）
- 1988年 - レオン・ジャクソン、歌手
- 1988年 - ドリュー・ルチンスキー、プロ野球選手
- 1988年 - ダニー・ブラワ、プロ野球選手
- 1989年 - オクサナ・ゴゼワ、フィギュアスケート選手
- 1989年 - ユン・ボラ、アイドル（SISTAR）
- 1989年 - 小尾渚沙、アナウンサー
- 1990年 - 中村朝佳、女優
- 1990年 - 藤岡茜、タレント
- 1991年 - 奈良くるみ、テニス選手
- 1991年 - ディーン元気、やり投選手
- 1991年 - ジョー・ガンケル、プロ野球選手
- 1992年 - 野澤祐樹、タレント、俳優（元ジャニーズJr.）
- 1992年 - ユナ、アイドル（元AOA）
- 1993年 - しばゆー、YouTuber（東海オンエア）
- 1993年 - 川瀬もえ、レースクイーン、グラビアアイドル
- 1995年 - キム・テヒョン、アイドル、俳優（BTS）
- 1995年 - ジョシュア、アイドル（SEVENTEEN）
- 1995年 - 神谷里彩、ファッションモデル、タレント
- 1995年 - 藤原さくら、シンガーソングライター
- 1997年 - 髙橋彩音、アイドル（AKB48）
- 1998年 - 植村あかり、歌手（Juice=Juice）
- 1998年 - 今井悠貴[5]、俳優
- 1998年 - EASTA、ラッパー
- 1999年 - 三浦銀二、プロ野球選手
- 2001年 - Nardo Wick、ラッパー
- 2002年 - 林冠臣、プロ野球選手
- 2003年 - NATSUMI、アイドル（元NELN)
- 2004年 - 太田咲雪、陸上競技選手
- 生年不詳 - 上田のりこ、声優
- 生年不詳 - 宇和川恵美、声優
- 生年不詳 - 峰晃弘、声優
- 生年不詳 - 貫井柚佳[6]、声優

## 忌日
- 274年 - フェリクス1世、ローマ教皇

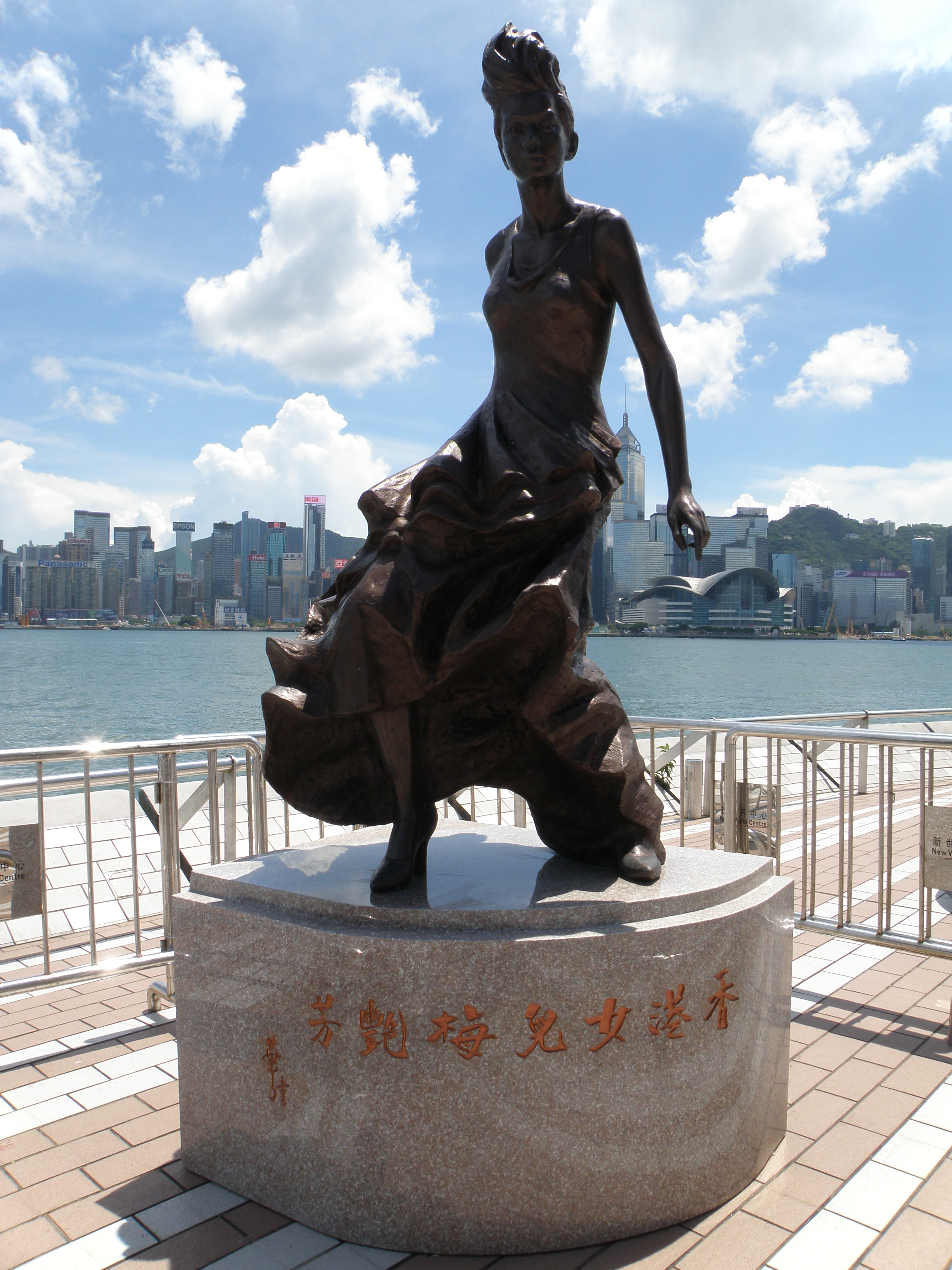
香港の歌手、女優アニタ・ムイ（梅 艷芳）(1963-2003)没。

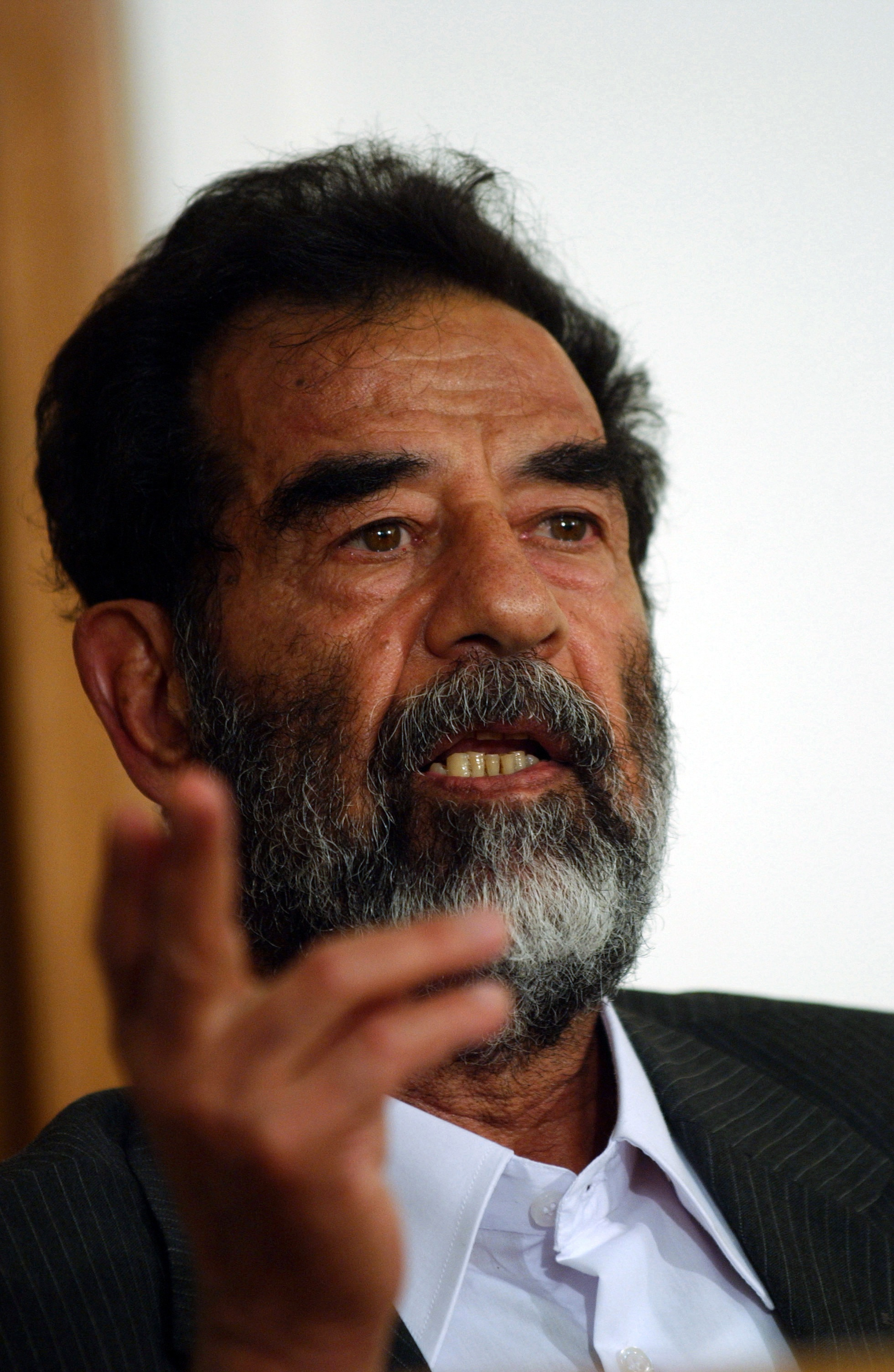
元イラク大統領サッダーム・フセイン(1937-2006)死刑により没。

- 643年（皇極天皇2年11月11日） - 山背大兄王、飛鳥時代の皇族、聖徳太子の子
- 728年（神亀5年11月25日） - 山代真作、官人
- 1331年 - ベルナール・ギー、異端審問官（* 1261年?）
- 1436年 - ルートヴィヒ3世、プファルツ選帝侯（* 1378年）
- 1460年 - リチャード・プランタジネット、ヨーク公（* 1411年）
- 1525年 - ヤーコプ・フッガー、フッガー家の商人   （* 1459年）
- 1591年 - インノケンティウス9世、ローマ教皇（* 1519年）
- 1644年 - ヤン・ファン・ヘルモント、化学者、錬金術師、医学者（* 1579年）
- 1691年 - ロバート・ボイル、物理学者（* 1627年）
- 1777年 - マクシミリアン3世ヨーゼフ、バイエルン選帝侯（* 1727年）
- 1781年 - ジョン・ニーダム、生物学者、カトリック司祭（* 1713年）
- 1788年 - フランチェスコ・ツッカレリ、画家（* 1702年）
- 1863年 - コンスタンティン・ヴィルヘルム・ランベルト・グロージャー、動物学者、鳥類学者（* 1803年）
- 1877年 - 松平頼胤、高松藩主（* 1811年）
- 1886年 - ジョージ・フレッチャー・モー、探検家、著述家（* 1798年）
- 1889年 - ヘンリー・ユール、東洋学者（* 1820年）
- 1894年 - アメリア・ジェンクス・ブルーマー、女性解放運動家（* 1818年）
- 1894年 - 松平光則、松本藩主（* 1828年）
- 1896年 - ホセ・リサール、フィリピン独立の英雄（* 1861年）
- 1914年 - 笹尾鉄三郎、キリスト教伝道者（* 1868年）
- 1916年 - グリゴリー・ラスプーチン、ニコライ2世夫妻の寵愛を受けた祈祷師（* 1869年）
- 1920年 - 大場茂馬、法学者（* 1869年）
- 1926年 - 初代海山太郎、大相撲力士（* 1854年）
- 1938年 - アレクサンデル・カコフスキ、ローマ教皇庁枢機卿（* 1862年）
- 1941年 - エル・リシツキー、美術家（* 1890年）
- 1944年 - ロマン・ロラン、小説家（* 1866年）
- 1945年 - 宋鎮禹、朝鮮の独立運動家（* 1890年）
- 1946年 - チャールズ・カドマン、作曲家（* 1881年）
- 1947年 - アルフレッド・ノース・ホワイトヘッド、哲学者、数学者（* 1861年）
- 1947年 - ハン・ファン・メーヘレン、フェルメールの贋作家（* 1889年）
- 1947年 - 横光利一、作家（* 1898年）
- 1948年 - ジョージ・オールト、画家（* 1891年）
- 1950年 - 高野佐三郎、剣道家（* 1862年）
- 1952年 - 中山晋平、作曲家（* 1887年）
- 1954年 - ギュンター・クヴァント、実業家（* 1881年）
- 1957年 - 黒瀬川浪之助、大相撲力士（* 1885年）
- 1960年 - 芦乃家雁玉、漫才師（* 1894年）
- 1964年 - 太郎山勇吉、元大相撲力士（* 1901年）
- 1966年 - クリスティアン・アーチボルド・ハーター、アメリカ合衆国国務長官（* 1895年）
- 1968年 - 原龍三郎、化学者（* 1888年）
- 1968年 - トリグブ・リー、初代国連事務総長（* 1896年）
- 1968年 - キリル・メレツコフ、ソ連邦元帥（* 1897年）
- 1969年 - 田中長一郎、田中鉱山副社長（* 1881年）
- 1969年 - 由起しげ子、小説家（* 1900年）
- 1969年 - イジー・トルンカ、アニメーション監督、人形作家、絵本作家（* 1912年）
- 1969年 - 岡本利之、元プロ野球選手（* 1916年）
- 1970年 - ソニー・リストン、プロボクサー（* 1932年）
- 1972年 - 川頭義郎、映画監督、脚本家（* 1926年）
- 1973年 - アンリ・ビュッセル、作曲家、指揮者（* 1872年）
- 1974年 - 尾上鯉三郎 (3代目)、歌舞伎役者（* 1897年）
- 1974年 - 藤野天光、彫刻家（* 1903年）
- 1977年 - 久野寧、医学者（* 1882年）
- 1977年 - 塚田正夫、将棋棋士（* 1914年）
- 1979年 - 平櫛田中、彫刻家（* 1872年）
- 1979年 - リチャード・ロジャース、ミュージカル作曲家（* 1902年）
- 1980年 - 堅山南風、日本画家（* 1887年）
- 1982年 - アルベルト・バルガス、イラストレーター（* 1896年）
- 1982年 - 若浪義光、元大相撲力士（* 1914年）
- 1983年 - 川上四郎、童画画家（* 1889年）
- 1983年 - 彌永貞三、歴史学者（* 1915年）
- 1984年 - 河野寿一、映画監督（* 1921年）
- 1985年 - 羽生三七、日本社会党参議院議員（* 1904年）
- 1985年 - 八洲秀章、作曲家（* 1915年）
- 1988年 - イサム・ノグチ、彫刻家（* 1904年）
- 1988年 - 藤沢武夫、実業家、本田技研工業最高顧問（* 1910年）
- 1989年 - 中野文照、テニス選手（* 1915年）
- 1989年 - 宮崎康二、競泳選手、1932年ロサンゼルス五輪金メダリスト（* 1916年）
- 1990年 - 山崎唯、ピアニスト、作曲家、声優、タレント（* 1933年）
- 1991年 - スタンリー・ボッグス、考古学者（* 1914年）
- 1993年 - ジュセッペ・オキャリーニ、物理学者（* 1907年）
- 1994年 - 巖金四郎、俳優、声優（* 1911年）
- 1995年 - ハイナー・ミュラー、劇作家、演出家（* 1929年）
- 1996年 - 氏原一郎、政治家、元高知県高知市長（* 1900年）
- 1996年 - リュー・エアーズ、俳優（* 1908年）
- 1996年 - ジャック・ナンス、俳優（* 1943年）
- 1997年 - 星新一、SF作家（* 1926年）
- 1998年 - 木下惠介、映画監督（* 1912年）
- 1999年 - サラ・ナウス、スーパーセンテナリアン（* 1880年）
- 1999年 - 小林與三次、実業家、読売新聞社元会長、日本テレビ元社長（* 1913年）
- 1999年 - 天保義夫、元プロ野球選手（* 1924年）
- 1999年 - 桑原通徳、実業家、元コカ・コーラナショナルセールス社長（* 1931年）
- 2001年 - 沼田眞、生態学者、千葉大学名誉教授、千葉県立中央博物館初代館長（* 1917年）
- 2003年 - アニタ・ムイ、歌手（* 1963年）
- 2004年 - アーティ・ショウ、クラリネット奏者（* 1910年）
- 2004年 - 加藤正夫、囲碁棋士（* 1947年）
- 2005年 - 梅岡義貴、心理学者（* 1920年）
- 2006年 - 黒田俊夫、人口学者（* 1909年）
- 2006年 - サッダーム・フセイン、第三共和政第2代イラク大統領、第三共和政第3代・7代首相（* 1937年）
- 2007年 - バート・ボリン、気象学者、気候変動に関する政府間パネル（IPCC）初代議長（* 1925年）
- 2007年 - 加賀テツヤ、ミュージシャン（* 1946年）
- 2008年 - 山口四郎、ドイツ文学者、中央大学名誉教授（* 1919年）
- 2008年 - 永井陽之助、政治学者、東京工芸大学名誉教授（* 1924年）
- 2008年 - 山口開生、実業家、日本電信電話元社長（* 1925年）
- 2008年 - 高岡完治、官僚、総理府元次長、国立公文書館元館長（* 1940年）
- 2009年 - アドリアン・キヴンビ・ドゥング、カトリック教会司教（* 1923年）
- 2009年 - 姚良、中国地下教会の聖職者（* 1923年）
- 2009年 - 白柳誠一、ローマ教皇庁枢機卿（* 1928年）
- 2009年 - 内田袈裟彦、プロゴルファー（* 1937年）
- 2009年 - アブドゥルラフマン・ワヒド、政治家、第4代インドネシア大統領（* 1940年）
- 2009年 - ヴィシュヌヴァルダン、俳優（* 1950年）
- 2010年 - 桑山健一、実業家、第6代京王帝都電鉄（現・京王電鉄）社長（* 1925年）
- 2010年 - パヴェル・コルチン、クロスカントリースキー選手（* 1930年）
- 2011年 - リカルド・レゴレッタ、建築家（* 1931年）
- 2011年 - ワシリー・スタロドゥプツェフ、政治家（* 1931年）
- 2011年 - 田中眞澄、映画評論家（* 1946年）
- 2011年 - 金槿泰、政治家（* 1947年）
- 2012年 - リータ・レーヴィ＝モンタルチーニ、神経学者、ノーベル生理学・医学賞受賞者（* 1909年）
- 2012年 - ベアテ・シロタ・ゴードン、舞台芸術監督、フェミニスト、日本国憲法第24条草案作成者（* 1923年）
- 2012年 - カール・ウーズ、微生物学者（* 1928年）
- 2012年 - 平田翼、ジャーナリスト、スポーツライター（* 1940年）
- 2012年 - 後藤慶、歌手（Pay money To my Pain）（* 1981年）
- 2013年 - 大木伸夫、演歌歌手（* 1925年）
- 2013年 - 豊蔵一、建設官僚、第6代セントラル・リーグ会長（* 1927年）
- 2013年 - 村山徳五郎、実業家、みすず監査法人、日本公認会計士協会会長（* 1932年）
- 2013年 - 大瀧詠一、音楽作家（* 1948年）
- 2014年 - ルイーゼ・ライナー、女優（* 1910年）
- 2014年 - 片岡ツヨ、長崎の被爆者語り部（* 1921年）
- 2014年 - 宮尾登美子、小説家（* 1926年）
- 2014年 - 青木稔、元プロ野球選手（* 1934年）
- 2015年 - 田村錦人、俳優、声優（* 1928年）
- 2015年 - 奥原敏雄、教育者、国士舘大学名誉教授（* 1932年）
- 2016年 - 田中敬、官僚、元大蔵事務次官、元国民金融公庫総裁、元横浜銀行頭取（* 1923年）
- 2016年 - 渡辺和子、キリスト教カトリック修道女、作家、ノートルダム清心学園理事長（* 1927年）
- 2017年 - 日下部吉彦、音楽評論家、ジャーナリスト、合唱指揮者（* 1927年）
- 2017年 - 豊田達郎、実業家、第2代トヨタ自動車社長（* 1930年）
- 2017年 - 深水三章、俳優（* 1947年）
- 2017年 - 河野満男、柔道家（* 1953年）
- 2018年 - ドン・ラスク、アニメーター（* 1913年）
- 2018年 - ムリナール・セーン、映画監督（* 1923年）
- 2018年 - 詫摩武俊、心理学者、(旧)東京都立大学名誉教授、東京国際大学名誉教授（* 1927年）
- 2018年 - ブランディーヌ・ヴェルレ、クラヴサン奏者、音楽教師（* 1942年）
- 2019年 - シド・ミード、工業デザイナー、イラストレーター（* 1933年）
- 2019年 - ハリー・クプファー、オペラ演出家（* 1935年）
- 2019年 - M・C・ビートン、推理作家（* 1936年）
- 2020年 - 綿引勝彦、俳優（* 1945年）
- 2020年 - ドーン・ウェルズ、女優（* 1938年）
- 2020年 - サミュエル・リトル、シリアルキラー（* 1940年）
- 2021年 - サム・ジョーンズ、バスケットボール選手、指導者（* 1933年）
- 2021年 - 昭和こいる、漫才師（昭和のいる・こいる）（* 1944年）
- 2021年 - カレル・ロプライス、オフロードトラックレーサー（* 1949年）
- 2022年 - バーバラ・ウォルターズ、ジャーナリスト、報道キャスター（* 1929年）
- 2022年 - 矢崎泰久、ジャーナリスト、元『話の特集』編集長（* 1933年）
- 2022年 - 菅沼光弘、官僚、評論家（* 1936年）
- 2022年 - 天野肇、実業家、元天野実業（現アサヒグループ食品）社長（* 1939年）
- 2022年 - ジョニー・パワーズ、プロレスラー、プロモーター、実業家（* 1943年）
- 2022年 - オレクサンドル・マツィエウスキー、軍人（* 1980年）
- 2023年 - ルボシュ・コホーテク、天文学者（* 1935年）
- 2023年 - ジョン・ピルガー、ジャーナリスト、作家、ドキュメンタリー映画制作者（* 1939年）
- 2023年 - 七三太朗、漫画原作者（* 1944年）
- 2023年 - トム・ウィルキンソン、俳優（* 1948年）
- 2023年 - 八代亜紀、歌手（* 1950年）
- 2023年 - 檜山哲彦、ドイツ文学者、俳人、東京藝術大学名誉教授（* 1952年）
- 2023年（遺体発見日） - シンディ・モーガン、女優（* 1954年）
- 2023年 - 岩瀧智、アニメーター、原画家、作画監督（* 1963年）
- 2024年 - 長崎夏海、児童文学作家（* 1961年）

## 記念日・年中行事
- 証券取引所の大納会、金融機関の最終営業日（土曜日・日曜日の場合は直近の平日）
- リサールの日（ フィリピン）
1896年のこの日、フィリピンの独立運動家・ホセ・リサールが処刑されたことを記念。
- 地下鉄記念日（ 日本）
1927年のこの日、上野 - 浅草間に日本初の地下鉄（現・東京メトロ銀座線）が開通したことを記念。
- KEIRINグランプリ
- 東京シンデレラマイル
- 日本レコード大賞（2006年から）
- 富士山女子駅伝（2015年から）